# BMW XM
BMW XM – samochód osobowy typu SUV klasy pełnowymiarowej produkowany pod niemiecką marką BMW od 2022 roku.

## Historia i opis modelu

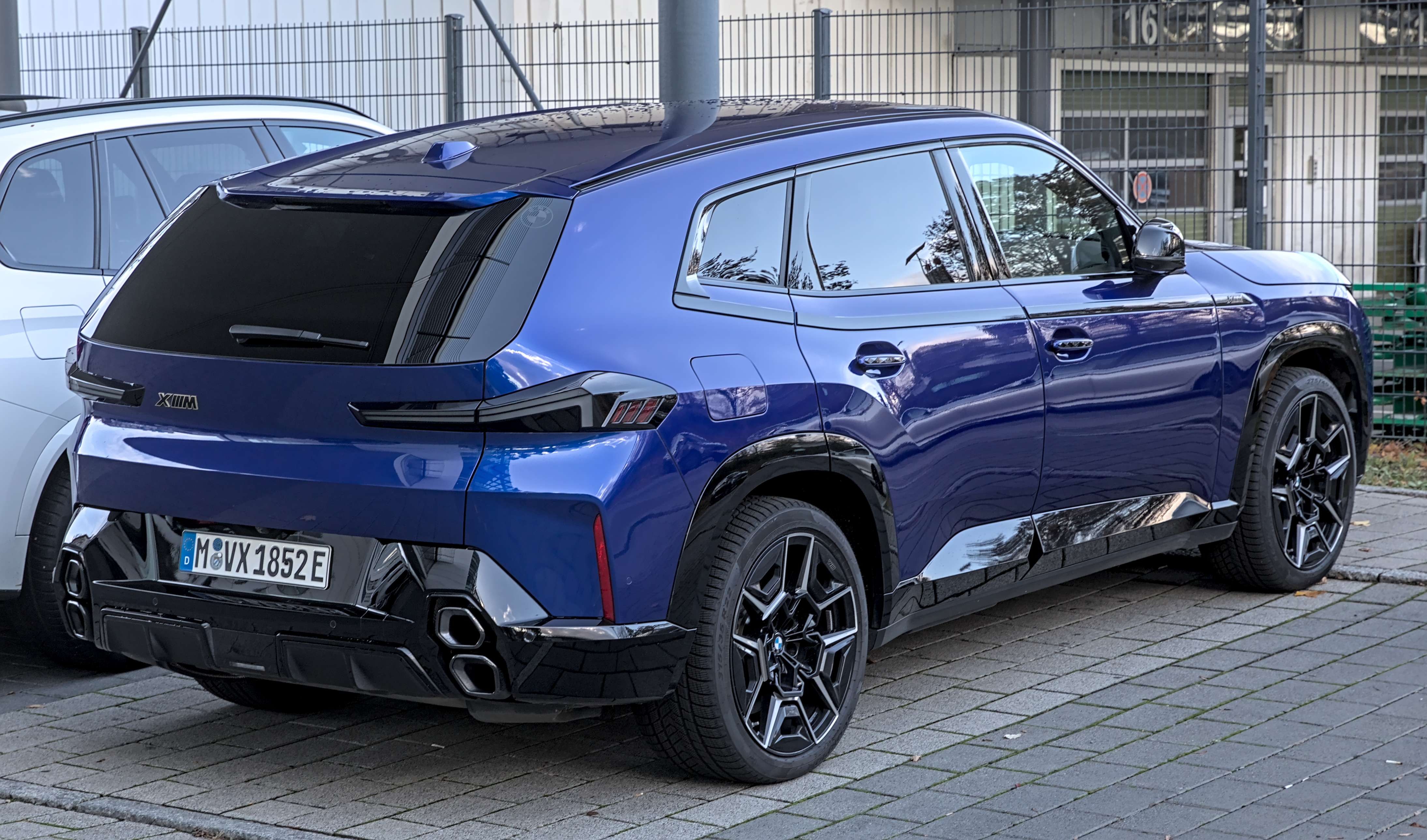
BMW XM (G09) – tył

BMW XM zostało zaprezentowane po raz pierwszy pod koniec września 2022 roku. Jest to największy SUV BMW w historii. Samochód rozmiarami przypomina pokrewne BMW X7. Osłona chłodnicy jest obramowana złotymi elementami i może być również podświetlona diodami LED. Z tyłu znajdują się dwie sześciokątne końcówki rur wydechowych, ułożone jedna nad drugą, po lewej i prawej stronie. Produkcja modelu ruszyła w grudniu 2022 roku w amerykańskiej fabryce w Spartanburg. Dostawy rozpoczną się w 2023 roku.